# Kościół św. Mikołaja w Pyskowicach
Kościół św. Mikołaja – rzymskokatolicki kościół parafialny znajdujący się w Pyskowicach, przy ulicy Poniatowskiego.

## Historia
Pierwsze wzmianki o mieście Pyskowice pochodzą z 1256 r. Z tych informacji wynika, że stał już wtedy w Pyskowicach kościół poświęcony św. Pawłowi. Spłonął w 1622 r. Został odbudowany i powiększony w latach 1727-1728, ponownie uległ zniszczeniu w pożarze miasta w 1822 r. Odbudowany i przekształcony w 1823 (według projektu Deschnera) był remontowany w II poł. XIX i XX stuleciu. Jest gotycki, przebudowany w baroku i neogotyku. Orientowany, murowany, jednonawowy z wnękowymi kaplicami i emporami, oskarpowany, nakryty jest dachami dwuspadowymi. Prezbiterium zamknięte trójbocznie, ujmują kaplica i zakrystia, nawę zaś, szerszą od prezbiterium, dwie symetryczne kaplice od południa i północy (1727-1728) i wieża od zachodu. Elewacja frontowa jest neogotycka, ozdobiona ostrołukowymi arkadami. Wnętrze przekrywa sklepienie kolebkowo-krzyżowe na gurtach, w nawie spływających na przyścienne filary, połączone półkolistymi arkadami i emporami na piętrze. Zachował się ołtarz św. Jana Nepomucena z XVII w.

## Organy

### Informacje o budowie
- Budowniczy: Ernst Kurzer
- Rok zakończenia budowy: 1897

### Właściwości organów
- Liczba głosów: 18
- Liczba klawiatur: 2+P
- Traktura gry: pneumatyczna
- Traktura rejestrów: pneumatyczna[4]